# 제56회 NHK 홍백가합전
《제56회 NHK 홍백가합전》(일본어: 第56回NHK紅白歌合戦 다이고쥬롯카이에누에이치케이코하쿠우타갓센[*])는 2005년 12월 31일에 방송된 통산 56회째인 NHK 홍백가합전이다.

## 사회자
- 미노몬타, 야마네 모토요 아나운서, 나카마 유키에, 야마모토 코지
- 라디오 중계 - 후지사키 히로시, 쿠로사키 메구미 아나운서
- 리포터 - 타카야마 테츠야, 칸다 아이카(NHK 후쿠오카 방송국) 아나운서

## 게스트 심사원
- 고토오슈 가쓰노리 : 2005년 스모 규슈혼바쇼에서 좋은 성적을 거둬 오오제키로 승급. 하마사키 아유미 곡 소개에 등장.
- 야쿠시마루 히로코 : 2005년 크게 히트한 영화 『올웨이즈 3번가의 석양』의 출연배우. 이토 유나의 곡 소개에서 영화 『스타워즈』의 C-3PO, R2-D2와 함께 등장.
- 노구치 소이치 : NASA의 우주왕복선인 디스커버리 1호의 STS-114 미션 스페셜리스트로서 참가. 스키마스위치 곡 소개에 등장.
- 나가사와 마사미 : 2006년 NHK 대하드라마 『공명의 갈림길』에서 코린 역. 출연했던 후지 TV 드라마 『상냥한 시간』의 주제가를 부른 히라하라 아야카의 곡 소개 때 등장.
- 야마다 요지 : 2005년 개봉한 영화 『武士の一分』의 감독. 이 영화의 주인공인 기무라 타쿠야와 함께 마에카와 키요시 곡 소개 때 등장.
- 모리 미츠코 : 2005년 문화훈장 수여. NHK 개국 80주년 기념 드라마 『ハルとナツ 届かなかった手紙』의 주인공 타카쿠라 하루 역. 「タイムスリップ60年 昭和・平成ALWAYS」 코너에 출연.
- 카미카와 타카야 : 『공명의 갈림길』의 주인공 야마우치 가즈토요 역. 마츠우라 아야·데프.디바·모닝구무스메의 곡 소개 때 등장.
- 마나베 카오리 : 당시 NHK 교육 텔레비전 프로그램 『サイエンスZERO』의 사회자였고 그녀의 블로그 『眞鍋かをりのココだけの話』가 그해 큰 화제가 되었다. TOKIO의 곡 소개 때 등장.
- 하야시야 쇼조 (9대) : 2005년 하야시야 쇼조의 이름을 이어받은 만담가. 모리 신이치의 곡 소개에 등장.
- 쿠리하라 하루미 : 제 10회 구르망세계요리본상에서 대상을 일본인 처음으로 수상. 히토토 요의 곡 소개에 등장.

## 출장가수
진한 글씨는 첫 출장을 나타냄.

괄호 안의 숫자는 출장횟수를 나타냄.

### 1부
- 아카구미(紅組) :
  - 가와나카 미유키 (18) 〈二輪草〉
  - 스즈키 아미 (3) 〈Delightful〉
  - 미즈모리 카오리 (3) 〈五能線〉
  - 사카모토 후유미 (17) 〈ふたりの大漁節〉
  - DEF.DIVA (1)·모닝구무스메 (8)·마츠우라 아야 (5) 〈気がつけば好きすぎて♪盛り上がって♪LOVEマシーン♪〉
  - 보아 (4) 〈抱きしめる〉
  - 나가야마 요코 (12) 〈芭蕉布〉
  - 후지 아야코 (14) 〈むらさき雨情〉
  - 쿠라키 마이 (3) 〈Love, Day After Tomorrow〉
  - 시마타니 히토미 (4) 〈亜麻色の髪の乙女〉
  - 히라하라 아야카 (2) 〈明日〉
  - 코자이 카오리 (13) 〈無言坂〉
  - 오오츠카 아이 (2) 〈プラネタリウム〉
  - 모리야마 료코 (·모리야마 나오타로) (10) 〈さとうきび畑〉

- 시로구미(白組) :
  - 호소카와 타카시 (31) 〈北酒場〉
  - 키타야마 타케시 (1) 〈男の出船〉
  - w-inds. (4) 〈十六夜の月〉
  - 후세 아키라 (21) 〈少年よ〉
  - 코부쿠로 (1) 〈桜〉
  - 기시단 (2) 〈One Night Carnival〉
  - 고스페라즈 (5) 〈ひとり〉
  - 모리야마 나오타로 (2) 〈風花〉
  - 미카와 켄이치 (22) 〈愛の讃歌〉
  - 마에카와 키요시 (15) 〈夜霧よ今夜も有難う〉
  - 토바 이치로 (18)·야마카와 유타카 (11) 〈海の匂いのお母さん〉
  - 스키마스위치 (1) 〈全力少年〉
  - TOKIO (12) 〈明日を目指して!〉
  - CHEMISTRY (5) 〈almost in love〉
  - 사다 마사시 (17) 〈広島の空〉

### 2부
- 아카구미(紅組) :
  - 코다 쿠미 (1) 〈倖田來未 スペシャルバージョン[1]〉
  - 하마사키 아유미 (7) 〈fairyland〉
  - 고리에 (1) 〈Pecori ♥ Night〉
  - 고바야시 사치코 (27) 〈越後絶唱〉
  - 히토토 요 (3) 〈ハナミズキ〉
  - aiko (4) 〈スター〉
  - 이시카와 사유리 (28) 〈天城越え〉
  - AI (1) 〈Story〉
  - 나쓰카와 리미 (4) 〈涙そうそう〉
  - 마츠토야 유미 with Friends Of Love The Earth (1) 〈Smile again〉
  - DREAMS COME TRUE (10) 〈何度でも～紅白スペシャルバージョン～[2]〉
  - 와타나베 미사토 (1) 〈My Revolution〉
  - 나카시마 미카 (4) 〈雪の華〉
  - 덴도 요시미 (10) 〈川の流れのように〉

- 시로구미(白組) :
  - D-51 (1) 〈NO MORE CRY〉
  - 히카와 키요시 (6) 〈面影の都〉
  - WaT (1) 〈僕のキモチ〉
  - T.M.Revolution (3) 〈WHITE BREATH〉
  - 그룹 타마시이 (1) 〈君にジュースを買ってあげる♥〉
  - 야마자키 마사요시 (1) 〈One more time, One more chance〉
  - 포르노그라피티 (4) 〈ジョバイロ〉
  - 모리 신이치 (38) 〈おふくろさん〉
  - 아리스 (2) 〈アリス プレミアム 2005[3]〉
  - Def Tech (1) 〈My Way〉
  - 이츠키 히로시 (35) 〈ふりむけば日本海〉
  - m-flo (1)&Akiko Wada (29) 〈HEY!〉
  - 키타지마 사부로 (42) 〈風雪ながれ旅〉
  - SMAP (13) 〈Triangle〉